# ريتشارد بي ميلس
ريتشارد بي ميلس (بالإنجليزية: Richard P. Mills)‏ هو ضابط أمريكي، ولد في 14 يونيو 1950 في هنتنغتون في الولايات المتحدة.